# Jacques Abouchar
Jacques Abouchar  né le 1er février 1931 dans le 19e arrondissement de Paris et mort le 20 août 2018 à Bayonne, est un ancien grand reporter et journaliste français qui a été surtout connu pour avoir passé 40 jours dans les geôles afghanes en 1984.

## Le grand reporter
Il était entré, à la fin des années 1950, à la Radiodiffusion-télévision française (RTF) et avait fait tous les métiers de l'information avant de passer grand reporter, sous l'ORTF, et avait intégré Antenne 2 en 1975.

## Prisonnier en Afghanistan
Dans le cadre de la guerre d'Afghanistan qui opposa l'armée rouge aux rebelles afghans, de 1979 à 1989, dans la nuit du 17 au 18 septembre 1984, alors qu'il réalisait un reportage sur les rebelles afghans, près de la frontière afghano-pakistanaise, il tombait dans une embuscade tendue par les troupes soviétiques, sur la route de Kandahar et était capturé par l'armée rouge. Après 40 jours d'emprisonnement, il fut libéré par le gouvernement afghan, présidé par Babrak Karmal, sous la pression du gouvernement français. Le journaliste narra son périple afghan dans le livre Dans la cage de l'ours, en 1985. Jacques Abouchar témoigne dans son autobiographie de l'assistance de Roland Barraux et de l'ambassade de France en Afghanistan pour sa libération